# كارينا سمولدرز
كارينا سمولدرز (بالهولندية: Karina Smulders)‏ هي مؤدية وممثلة هولندية، ولدت في 4 يونيو 1980 بأوترخت في هولندا.

## وصلات خارجية
- كارينا سمولدرز على موقع IMDb (الإنجليزية)
- كارينا سمولدرز على موقع أول موفي (الإنجليزية)
- كارينا سمولدرز على موقع قاعدة بيانات الفيلم (الإنجليزية)